# Milano-Torino 1966
La Milano-Torino 1966, cinquantaduesima edizione della corsa, si svolse il 17 marzo su un percorso con partenza a Milano e arrivo a Torino. Fu vinta dall'italiano Marino Vigna della Vittadello davanti ai suoi connazionali Michele Dancelli e Dino Zandegù.

## Ordine d'arrivo (Top 10)
| Pos. | Corridore           | Squadra           | Tempo |
| ---- | ------------------- | ----------------- | ----- |
| 1    | Marino Vigna        | Vittadello        |       |
| 2    | Michele Dancelli    | Molteni           |       |
| 3    | Dino Zandegù        | Bianchi-Mobylette |       |
| 4    | Ward Sels           | Solo-Superia      |       |
| 5    | Flaviano Vicentini  | Legnano-Pirelli   |       |
| 6    | Bruno Mealli        | Bianchi-Mobylette |       |
| 7    | Herman Van Springel | Mann-Grundig      |       |
| 8    | Willy Bocklant      | Mann-Grundig      |       |
| 9    | Carmine Preziosi    | Bianchi-Mobylette |       |
| 10   | Franco Cribiori     | Vittadello        |       |